# My Lady
Pour plus de détails, voir Fiche technique et Distribution.
My Lady (The Children Act), sous-titré L'Intérêt de l'enfant, est un drame juridique britannique, réalisé par Richard Eyre et sorti en 2017. Il s'agit de l'adaptation du roman de Ian McEwan publié en 2014.

## Synopsis
Fiona Maye est juge aux affaires familiales à la Haute Cour de justice d’Angleterre et du pays de Galles. Accaparée par son métier, elle délaisse son mari, qui lui annonce qu'il va la tromper.
Dans le même temps, sur le plan professionnel, elle doit décider si elle autorise la réalisation d’une transfusion sanguine à Adam Henry, un adolescent de 17 ans hospitalisé pour une leucémie. Les parents d’Adam Henry, qui est mineur, sont des témoins de Jéhovah farouchement opposés à toute transfusion de sang. L’adolescent est d’ailleurs du même avis que ses parents. Or, sans cette transfusion, il mourra lentement et probablement dans de terribles souffrances. 
Fiona Maye doit ainsi trancher entre des considérations liant morale, religion et justice, dont le principe d’intérêt supérieur de l'enfant, soutenu par la loi de 1989. Contre toute attente, avant de rendre sa décision, la juge décide de rendre visite à Adam Henry dans sa chambre d’hôpital. Cette rencontre bouleverse la vie des deux protagonistes.

## Fiche technique
- Titre français : My Lady
- Titre original : The Children Act
- Réalisateur : Richard Eyre
- Premier assistant réalisateur : Neil Wallace
- Scénario : Ian McEwan, d'après son roman L'Intérêt de l'enfant
- Directeur de la photographie et cadreur caméra A : Andrew Dunn
- Montage : Daniel Farrell, assisté d'Helena Evans
- Costumes : Fotini Dimou
- Décors : Peter Francis, Sara Wan
- Musique : Stephen Warbeck, dirigée par Terry Davies
- Son : Mitch Low
- Ratio : 1,85:1 - Couleur
- Casting : Nina Gold
- Générique : Matt Curtis
- Scripte : Susanna Lenton
- Producteur : Duncan Kenworthy
- Directrice de production : Monique Mussell
  - Producteurs délégués : Glen Basner, Ben Browning, Joe Oppenheimer, Beth Pattinson et Charles Moore
  - Coproducteur : Celia Duval
- Production : FilmNation Entertainment, BBC Films et Toledo Productions
- Distribution : A24 Films (États-Unis), Entertainment One (Grande-Bretagne), ARP Sélection (France)
- Pays d’origine :  Royaume-Uni
- Genre : Drame juridique
- Durée : 105 minutes
- Dates de sortie :
  -  Canada : 9 septembre 2017 (Festival international du film de Toronto)
  -  France : 1er août 2018
  -  Royaume-Uni : 24 août 2018
  -  États-Unis : 14 septembre 2018

## Distribution
- Emma Thompson (VF : Frédérique Tirmont) : Fiona Maye, juge à la Haute Cour de justice
- Stanley Tucci (VF : Bernard Alane) : Jack Maye, mari de Fiona Maye
- Fionn Whitehead (VF : Yoann Sover) : Adam Henry, l’adolescent malade
- Jason Watkins (VF : Guillaume Bourbourlon) : Nigel Pauling, le greffier
- Ben Chaplin (VF : Pierre Tessier) : Kevin Henry, le père d'Adam
- Eileen Walsh : Naomi Henry, la mère d'Adam
- Anthony Calf (VF : Gérard Darier) : Mark Berner
- Nikki Amuka-Bird (VF : Elisa Jasmin) : Amadia Kalu
- Rosie Cavaliero (VF : Maïté Monceau) : Marina Green
- Rupert Vansittart (VF : Achille Orsoni) : Sherwood Runcie
- Dominic Carter : Roger
- Nicholas Jones (VF : Guy Chapellier) : le professeur Rodney Carter
- Paul Bigley : Colin
- Daniel Tuite : Sebastian
- Honey Holmes : la réalisatrice-productrice
- Andrew Havill : George

## Critiques
Le film reçoit des critiques majoritairement positives. Il obtient une note moyenne de 7,5/10 sur Rotten Tomatoes et de 3,9/5 sur Allociné. L'interprétation d’Emma Thompson est particulièrement saluée,.